# Rodrigo Duterte
Rodrigo Duterte (Maasin, Fülöp-szigetek, 1945. március 28. –) filippínó jogász és politikus, a Fülöp-szigetek 16. elnöke 2016 és 2022 között. A 2016-os elnökválasztást a szavazatok 39%-ával nyerte meg.

## Élete
Rodrigo Duterte 1945. március 28-án született Maasinban. Édesapja Davao tartomány kormányzója, édesanyja pedig polgárjogi aktivista volt, aki jelentős szerepet játszott a Ferdinand Marcost megbuktató „népi erő mozgalomban”.
A Lyceum of the Philippines Universityn tanult politikatudományt, ahol 1968-ban diplomázott. Davao város polgármestere volt 1988-tól 1998-ig, 2001-től 2010-ig és 2013-tól 2016-ig.
2021 októberében Rodrigo Duterte bejelentette, hogy nem indul az elnöki posztért 2022-ben, és visszavonul a politikai élettől.